# Jacques François Édouard Hervieux
Pour les articles homonymes, voir Hervieux.
Jacques François Édouard Hervieux (4 septembre 1818, Louviers - 31 mars 1905, Paris) était un médecin français spécialisé notamment en pédiatrie et gynécologie. Il fut président de l'Académie nationale de médecine pour l'année 1896.

## Biographie
Né d'un père marchand de bois et d'une mère sans profession, Jacques François Édouard Hervieux obtient en 1838 une Licence ès Lettres à l'Université de Rouen. Il poursuit ensuite ses études à l'Université de Paris, où il décrochera une Licence ès Sciences en 1841. Pendant son internat effectué aux hôpitaux de Paris entre 1844 et 1848, il soutient en 1847 sa thèse portant sur l'ictère des nouveau-nés. Comparée à la littérature médicale de l'époque, cette thèse semble moderne par le travail de collection de données effectué par son auteur, tant sur le plan clinique qu'autopsique.
Après de longues années de service dans les hôpitaux parisiens, il meurt en son domicile de l'avenue des Champs-Élysées à l'âge de 86 ans. Son inhumation eut lieu le 3 avril 1905 au cimetière de Montmartre (1re division).
Son éloge fut prononcée à l'Académie de Médecine par Léon Jean Colin.

## Titres scientifiques[5]

### Service dans les hôpitaux
- Interne des hôpitaux, 1844 - 1848.
- Médecin du bureau central des hôpitaux, 1857.
- Médecin de l'hospice des enfants assistés, 1860 - 1861.
- Médecin de l'hospice de la Maternité, 1861 - 1872.

### Enseignement
- Leçons cliniques aux élèves sages-femmes sur les maladies des femmes grosses, des femmes en couches et des nouveau-nés, 1861 - 1869.
- Cours théoriques sur les matières susnommées, 1869 - 1872.

## Distinctions
- Membre de l'Académie nationale de médecine, 10 juin 1873.
- Chevalier de la Légion d'honneur, 7 août 1877.
- Président de l'Académie nationale de médecine, 1896.
- Officier de la Légion d'honneur, 20 juillet 1892.

## Publications
- De l'ictère de nouveau-nés, Université de Paris, 1847.
- De l'emploi de la digitaline, de ses effets physiologiques, etc., Université de Paris, 1848.
- De la diphtérie, Université de Paris, 1860.
- Étiologie et prophylaxie des épidémies puerpérales, Université de Paris, 1865.
- Ictère puerpéral, Université de Paris, 1867.
- Traité clinique et pratique des maladies puerpérales suites de couches, Université de Paris, 1870.